# アキボウ
株式会社アキボウ（英: AKIBO CORPORATION）は、大阪府堺市北区に本社を置く、スポーツサイクルおよびその関連商品の輸入・販売、ならびに自転車・オートバイ・自動車部品の輸出を主な事業とする専門商社である。

## 概要
1944年、自転車部品の輸出を主たる事業として設立。その後、時代の変化に対応し、海外の著名なスポーツサイクルブランドの日本総代理店として、完成車や関連アクセサリーの国内卸売販売を事業の中核とするようになった。取り扱いブランドには、DAHON、Tern、COLNAGO、FUJIなどがある。
企業理念として「世界を舞台に、国内外の人々の健康維持・促進に役立つモノ・コトのサービス提供と同時に人類共通の財産である地球環境の維持・改善に少しでも役に立つ事業を展開すること」を掲げている。
2025年日本国際博覧会（大阪・関西万博）では、「スマートモビリティ万博」のサプライヤーとして自社ブランド「VICCI」のEバイクを提供するほか、「大阪ヘルスケアパビリオン」への出展も予定している。

## 沿革
- 1933年（昭和8年） - 創業者・荘司茂樹が大阪市に自転車関連の輸出業を主とする東方貿易商会を設立。[8]
- 1944年（昭和19年）4月19日 - 東方貿易商会を母体として、亜細亜自転車交易株式会社を設立。
- 1948年（昭和23年） - 本店事務所を大阪市福島区堂島浜通に移転。
- 1950年（昭和25年） - 朝鮮戦争の特需により海外からの注文が急増し、完成自転車の輸出も増加する。
- 1989年（平成元年） - スポーツ自転車の輸入卸販売を開始。
- 1994年（平成6年） - 米国DAHON社と日本総代理店契約を締結。[9]
- 2018年（平成30年） - DAHONブランドの日本国内における独占ライセンス契約を締結。[10]
- 2021年（令和3年） - コーポレートサイトをリニューアル。[11]大阪中小企業投資育成株式会社の出資を受け、資本金を6,650万円に増資。[12]
- 2022年（令和4年） - イタリアのSIDI社、フランスのEKOI社と日本総代理店契約を締結。
- 2023年（令和5年） - 自転車ライフのプラットフォーム「SHIFTA（シフタ）」を公開。[13]

## 事業内容

### 国内事業
海外の有名スポーツサイクルブランドおよび関連アクセサリーの日本総代理店として、国内のディーラー向けに卸売販売を行っている。製品の輸入販売だけでなく、日本市場のニーズに合わせた製品の企画・開発も手掛けている。

#### 主な取扱ブランド
- DAHON（ダホン） - アメリカの折り畳み自転車ブランド。
- Tern（ターン） - 折り畳み自転車やE-Bikeなどを展開するブランド。
- COLNAGO（コルナゴ）- イタリアの老舗ロードバイクブランド。
- FUJI（フジ）- 日本発祥のスポーツサイクルブランド。
- BREEZER（ブリーザー）- マウンテンバイクのパイオニア的ブランド。
- SIDI（シディ）- イタリアのサイクリングシューズブランド。
- CHALLENGE（チャレンジ）- イタリアのハンドメイドタイヤブランド。
- EKOI（エコイ）- フランスのサイクルウェア、アクセサリーブランド。

### 海外事業
創業以来の事業であり、自転車、オートバイ、自動車の部品や付属品、工具などを世界各国へ輸出している。

### SHIFTA（シフタ）
2023年7月に公開された、自転車に関する情報発信とオンラインストアを統合したウェブプラットフォーム。「人生に新しい景色を」をテーマに、各ブランドの情報、コラム記事、製品購入などを一括して提供する。オンラインで購入し、指定の販売店で受け取ることができる「あんしんピックアップ」サービスも展開している。

## 事業所
本社 - 大阪府堺市北区中百舌鳥町5丁758番地

## 加入団体
- 日本貿易振興機構 (JETRO)
- 一般社団法人自転車協会
- 日本機械輸出組合
- 堺商工会議所